# Fernando Lamas
Fernando Álvaro Lamas y de Santos, lepiej znany jako Fernando Lamas (ur. 9 stycznia 1915 w Buenos Aires, w Argentynie, zm. 8 października 1982 w Los Angeles, w USA) – argentyńsko-amerykański aktor, reżyser i scenarzysta filmowy, ojciec aktora Lorenzo Lamasa.

## Filmografia

### filmy fabularne
- On the Last Floor (1942)
- Stella (1943)
- Southern Border (1943)
- Villa rica del Espíritu Santo (1945)
- Evasion (1947)
- The Poor People’s Christmas (1947)
- Tango Returns to Paris (1948)
- Story of a Bad Woman (1948)
- La Rubia Mireya (1948)
- La Otra y yo (1949)
- The Story of the Tango (1949)
- The Unknown Father (1949)
- Vidalita (1949)
- Corrientes, calle de ensueños (1949)
- The Avengers – André LeBlanc (1950)
- Bogata, młoda i piękna (Rich, Young and Pretty) – Paul Sarnac (1951)
- The Law and the Lady – Juan Dinas (1951)
- Wesoła wdowa (The Merry Widow) – hrabia Danillo (1952)
- The Girl Who Had Everything – Victor Y. Raimondi (1953)
- Sangaree – Doctor Carlos Morales (1953)
- Dangerous When Wet – Andre LaNet (1953)
- The Diamond Queen – Jean Baptiste Tavernier (1953)
- Jivaro – Rio Galdez (1954)
- Rose Marie] – James Severn Duval (1954)
- The Girl Rush – Victor Monte (1955)
- Zaginiony świat (The Lost World) – Manuel Gomez (1960)
- Pojedynek ognia (Duel of Fire) – Antonio Franco (1962)
- Magic Fountain (1963)
- Rewanż Muszkieterów (Revenge of the Musketeers) – D’Artagnan (1964)
- A Place Called Glory (1965)
- The Violent Ones – Manuel Vega (1967)
- Najemnicy z Hongkongu (Kill a Dragon) – Nico Patrai (1967)
- 100 karabinów (100 Rifles) – Generał Vertugo (1969)
- Na szlaku (Backtrack!) – Kapitan Estrada (1969)
- Won Ton Ton – pies, który ocalił Hollywood (Won Ton Ton, the Dog Who Saved Hollywood) – gwiazdor na premierze (1976)
- Tani detektyw (The Cheap Detective) – Paul DuChard (1978)

### produkcje TV
- Lux Video Theatre (1954)

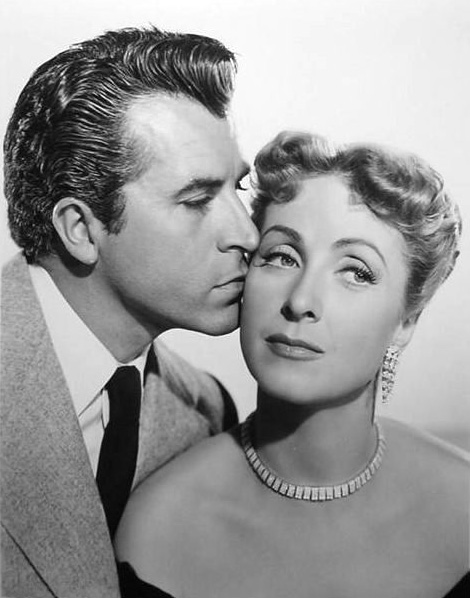
Lamas z Danielle Darrieux w Bogata, młoda i piękna (Rich, Young and Pretty).

- The Lucy–Desi Comedy Hour (odc. Lucy Goes to Sun Valley) (1958)
- Jane Wyman przedstawia (Jane Wyman Presents, 1958)
- Climax! (1958)
- Dick Powell's Zane Grey Theater (1960)
- Shirley Temple's Storybook (1960)
- Prawo Burke’a (Burke’s Law, 1965)
- The Virginian (1965)
- Laredo (1966)
- Combat! (1966)
- The Girl from U.N.C.L.E. (1966)
- Valley of Mystery (1967)
- Run for Your Life – Ramon De Vega (1965-1968)
- The Red Skelton Show – Harry Sneak (ep. A Spy Is a Peeping Tom on Salary) (1971)
- Hondo – Rodrigo (odc. Hondo and the Comancheros) (1967)
- The High Chaparral – El Caudillo (ep. The Firing Wall) (1967)
- Tarzan – Velasquez (odc. Jungle Ransom) (1968)
- Then Came Bronson – Miguel Cordova (odc. Where Will the Trumpets Be?) (1969)
- The Lonely Profession – Dominic Savarona (1969)
- It Takes a Thief – Francisco Arascan (1968), Pepe Rouchet  (1969), Paolo Monteggo (1970)
- Mission: Impossible – Roger Toland (1968), Ramon Prado (1970)
- The Name of the Game (1970) – Cesar Rodriguez
- Dan August (1971) – Tony Storm
- Alias Smith and Jones (1971) – Big Jim Santana
- Bearcats! (1971) – Chucho Morales
- The Mod Squad (1973) – Arturo Roca
- Night Gallery (1973) – Dr Ramirez
- McCloud (1974) – Max Cortez
- Morderstwo podczas lotu 502 (Murder on Flight 502, 1975) – Paul Barons
- Bronk (1976) – Abriega
- Zamiana (Switch, 1976) – Fouad
- Quincy M.E. (1977) – Moreno
- Aniołki Charliego (Charlie’s Angels, 1977) – Jericho
- Sierżant Anderson (Police Woman, 1977) – Carlos Rubenez
- Statek miłości (The Love Boat, 1978) – Bill Klieg / Bill Teague
- How the West Was Won – Fierro
- House Calls- Doktor Langston (odc. Defeat of Clay) (1980)
- Sprzedawcy marzeń (The Dream Merchants) – Conrad Stillman (1980)